# Chiesa di San Bernardo e della Santissima Concezione
La chiesa di San Bernardo e della Santissima Concezione è un luogo di culto cattolico situato nella frazione di Cardini, in via Cardini, nel comune di Casarza Ligure nella città metropolitana di Genova. La chiesa è sede della parrocchia omonima del vicariato di Sestri Levante della diocesi di Chiavari.

## Storia e descrizione
I lavori per la sua edificazione iniziarono il 27 ottobre del 1673. Divenne succursale della parrocchia di Santa Vittoria in Lobiola (frazione di Sestri Levante) fino al 1676 quando il cardinale Giulio Spinola la creò rettoria indipendente l'11 settembre. Divenne prevostura nel 1941.
Nel 1959 anche la parrocchia di Cardini, soggetta al vicariato di Sestri Levante della diocesi brugnatese, passò negli attuali confini religiosi della diocesi di Chiavari.